# Rodenäs
Rodenäs (tiếng Đan Mạch: Rødenæs, North Frisian Runees hoặc Rornees) là một đô thị thuộc huyện Nordfriesland, bang Schleswig-Holstein, Đức.